# بول كيتشن
بول كيتشن (بالإنجليزية: Paul Kitchen)‏ هو مغن مؤلف ومغني وعازف قيثارة أمريكي، ولد في 7 ديسمبر 1957م في واشنطن العاصمة في الولايات المتحدة.